# Juri Wassiljewitsch Kondratjuk

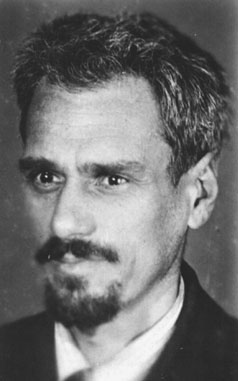
Juri Kondratjuk (1941)

Juri Wassiljewitsch Kondratjuk (ukrainisch Ю́рій Васи́льович Кондратю́к Jurij Wasyljowytsch Kondratjuk; russisch Юрий Васильевич Кондратюк, eigentlich ukr. Олександр Гнатович Шаргей Oleksandr Hnatowytsch Schargei; russ. Александр Игнатьевич Шаргей Alexander Ignatjewitsch Schargei; * 9. Junijul. / 21. Juni 1897greg. in Poltawa, Oblast Poltawa, Russisches Kaiserreich; † 25. Februar 1942 bei Kaluga, RSFSR, Sowjetunion) war ein ukrainischer und sowjetischer Ingenieur und Theoretiker der Raumfahrt. Er war der Erste, der ein Mondumlaufbahn-Rendezvous vorschlug.

## Leben
Sein Vater, Ignati Benediktowitsch Schargei studierte Physik und Mathematik an der Universität Kiew. Seine Mutter, Ljudmila Lwowna Schlippenbach war evtl. eine Nachfahrin des Wolmar Anton von Schlippenbach und lehrte dort Französisch. Nach der Scheidung der Eltern wuchs er bei seiner Großmutter väterlicherseits auf. Er studierte, bis zum Ausbruch des Ersten Weltkriegs, am Polytechnischen Institut in Petrograd. Während seines Militärdienstes füllte er vier Notizbücher mit seinen Ideen zum interplanetaren Raumflug, einschließlich eines modularen Raumschiffs, um den Mond zu erreichen. Sie beinhalteten detaillierte Berechnungen der Trajektorie, die heute als Kondratyuk's route oder Kondratyuk's loop bekannt sind. 1925 traf er Wladimir Wettschinkin und sandte ihm ein Manuskript seines Buchs.

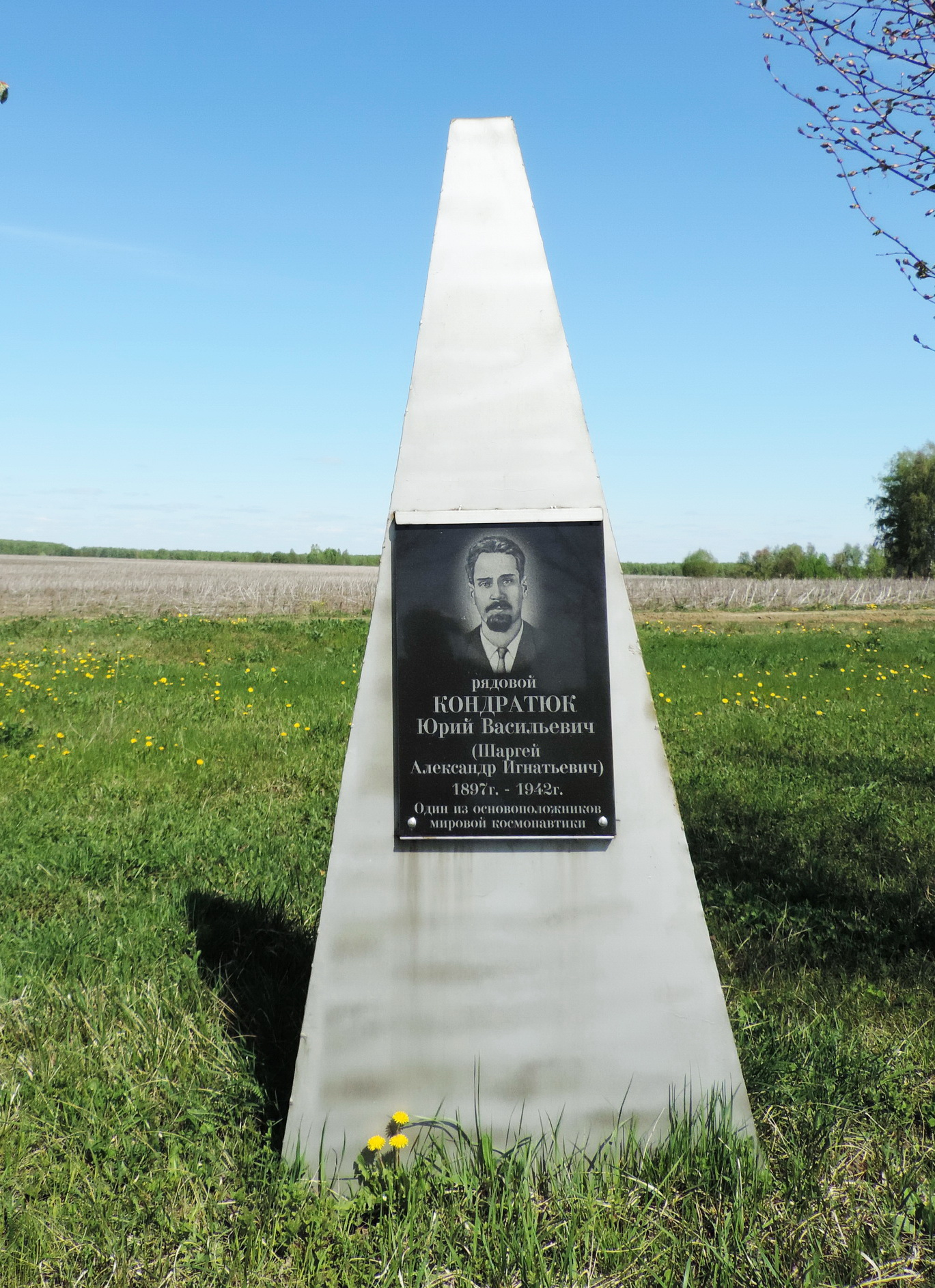
Kondratjuks Grabmal im Rajon Bolchow (Oblast Orjol)

Nach der Russischen Revolution verließ er die Armee, kehrte nach Poltawa zurück und arbeitete als Heizer. In dieser Zeit großer Armut kam er in Kontakt mit Gleichgesinnten. 1924 gründete er zusammen mit Konstantin Eduardowitsch Ziolkowski und Friedrich Arturowitsch Zander die Gesellschaft zum Studium der interplanetaren Reisen (Общество изучения межпланетных сообщений). Als er im folgenden Jahr nach Polen flüchten wollte, wurde er an der Grenze festgehalten. Da sich bei ihm Symptome von Typhus zeigten, sparte man sich die Kugel. Ein Nachbar konnte ihn jedoch Zuhause gesundpflegen. Seine Freunde überzeugten ihn, dass er als früherer Offizier in der zaristischen Armee Gefahr lief, als Feind des Volkes festgenommen zu werden, und besorgten ihm falsche Ausweispapiere von einem 1900 in Luzk geborenen Juri Wassiljewitsch Kondratjuk, der 1921 an Tuberkulose gestorben war. Mit dieser neuen Identität siedelte er um nach Nowosibirsk, wo er als Mechaniker arbeitete und sein Manuskript fertigstellte. Obgleich seine Anhänger in Moskau davon begeistert waren, fand sich kein Verleger, der ein derart phantasievoll anmutendes Werk veröffentlichen wollte. Er bezahlte einen Drucker, der 2000 Kopien seines 27-seitigen Werks anfertigte, und im Januar 1929 veröffentlichte er seine Arbeit Erforschung des interplanetarischen Raumes.
Er baute einen großen Getreide-Elevator ohne einen einzigen Nagel. 1930 kam man im Innenministerium der UdSSR wegen der 'fehlenden' Nägel auf die Idee, dass Kondratjuk ein Saboteur sei, der das Werk zum Einsturz bringen wolle, und ließ ihn zu drei Jahren Gulag verurteilen, wo er in die Scharaschka kam. Hier sollte er Maschinen für die Kohlengruben im Kusnezker Becken entwickeln und beeindruckte mit seiner Erfindungsgabe. Im November 1931 wurde er infolgedessen vom Gefangenen zum Deportierten umdeklariert und sollte an Getreide-Projekten arbeiten.
Er erfuhr von einem, vom Volkskommissar Grigori Konstantinowitsch Ordschonikidse ausgeschriebenen Wettbewerb zum Entwurf einer großen Windkraftanlage auf der Krim. Zusammen mit Nikolai Wassiljewitsch Nikitin und anderen deportierten Ingenieuren reichte er einen Entwurf ein.
1941 meldete sich Kondratjuk freiwillig zur Roten Armee. Er fiel vermutlich am 25. Februar 1942 in der Nähe des Dorfes Kriwtsowo in der Oblast Kaluga.

## Ehrungen

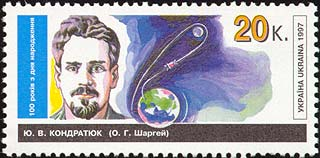
Ukrainische Gedenkbriefmarke Ju. W. Kondratjuk

Nach Kondratjuk benannt wurden u. a. 1970 ein Krater auf der Rückseite des Mondes, 1977 der Asteroid (3084) Kondratyuk, 1992 das Luft- und Raumfahrt-Lyzeum Nowosibirsk und 1997 die Technische Universität Poltawa.; das Luft- und Raumfahrtmuseum in Poltawa erhielt auch den Namen von Kondratjuk. Ferner sind die Skaly Kondratjuka in der Antarktis nach ihm benannt.